# Tiroteio da Escola Sigma
O tiroteio da Escola Sigma foi um caso de tiroteio em estabelecimento de ensino ocorrido na cidade de Salvador, capital da Bahia, no dia 28 de outubro de 2002. O menor de dezessete anos, identificado com as iniciais E. R., disparou contra duas de suas colegas levando-as ao óbito, vindo depois a se entregar.

## Desenrolar dos fatos
E. R., segundo colegas informaram, fora por cerca de um mês ridicularizado publicamente por suas colegas Vanessa Carvalho Batista e Natasha Silva Ferreira (as duas com quinze anos de idade) após a perda de pontos durante uma gincana da Escola Sigma — um colégio particular no bairro de classe média da capital baiana da Praia de Jaguaribe (bairro de Piatã); a partir de então o relacionamento com ambas foi deteriorando e ele já teria comentado sua intenção de tirar-lhes a vida. Numa outra versão, ele teria ficado indignado por ter obtido apenas dois pontos numa prova que valia cinco e as duas meninas teriam sido quem lhe deram essa pontuação, surgindo ali a inimizade entre eles; o colégio particular atendia duzentos e cinquenta alunos ao todo, cursando os ensinos fundamental e médio. Segundo um colega, as duas garotas teriam lhe dado nota 2,5 num máximo de 3 e que o rapaz então ameaçara matar as duas; em suas palavras: "Mas quem iria acreditar numa ameaça dessas?".
Na manhã da segunda-feira, 28 de outubro, E. R. chegara atrasado ao colégio, cujas aulas tiveram início às 7h15min, fora então advertido pela professora de matemática de que deveria apresentar uma tarefa feita em casa ao que ele, respondendo-lhe, dissera que havia trazido o dever e, então, tirou da mochila um revólver de calibre 38. Noutro relato, o rapaz "recebeu um exercício para fazer dentro da sala de aula".
Às 7h30min, ele efetuou quatro tiros. Um deles acertou Vanessa Batista, que teve morte instantânea. Após isso o menor teria caminhado seis metros em direção à outra garota, Natasha Ferreira, e então alvejado-a. Natasha Ferreira foi gravemente ferida com três tiros e foi mais tarde socorrida. O adolescente então se dirigiu até a quadra da escola onde ficou, bastante nervoso e ameaçando se matar, até a chegada da Polícia Militar que, levando um seu irmão de 21 anos para negociar sua rendição, ele veio finalmente a ser detido.
Natasha, baleada na cabeça, pulmão e pescoço, foi levada em estado grave para o Hospital Roberto Santos de onde, à falta de neurologista, foi transferida para o Hospital Geral do Estado onde faleceu no mesmo dia, às 13h30min. Noutro relato, ela teria sido levada a o Hospital São Rafael, onde veio a óbito. E Vanessa, após ter suas córneas doadas à Central de Transplantes, foi sepultada também na segunda-feira, no Cemitério Jardim da Saudade.

## Consequências
E. R., após ser detido, foi levado pela polícia militar até a Delegacia do Adolescente Infrator (DAI) para um depoimento preliminar no qual o adolescente não revelou os motivos de sua ação. A seguir, ele foi encaminhado à Promotoria da Infância e da Juventude, onde ficou à disposição da Justiça que, num prazo máximo de 45 dias deveria definir qual a medida punitiva.
No mesmo dia o colégio emitiu uma nota onde informava a expulsão do atirador e a suspensão das aulas no turno vespertino para que os estudantes e professores pudessem ir ao sepultamento da aluna Vanessa.
O episódio vem sendo relembrado como um dos casos de tiroteio contra escola ocorridos no Brasil, ao longo do tempo. Na Bahia a partir de 12 de outubro de 2019 um perfil falso numa rede social efetuou ameaças de "massacre" contra um colégio da rede municipal de Salvador, levando pânico aos alunos e seus pais, bem como fazendo a imprensa relembrar o precedente da escola Sigma.